# Cal Torres (Agramunt)
Cal Torres és una obra barroca de Mafet, al municipi d'Agramunt (Urgell) inclosa a l'Inventari del Patrimoni Arquitectònic de Catalunya.

## Descripció
Casa majestuosa i senyorial que està subdividida en tres nivells clarament diferenciats. La planta baixa està centrada per un gran portal format pe runa llinda de mig punt on a bell mig hi ha encastat en escut amb el símbol de dos torres, referent al susdit nom de la casa. L'escut està flanquejat per la data de construcció: 1773. La segona planta està formada per cinc arcades de mig punt sostingudes per columnes dòriques llises en decoració. Finalment hi ha un tercer pis que són les golfes o el terrat, també format per cinc obertures adovellades de mig punt sostingudes per columnes vuitavades fetes amb totxanes. La teulada té ràfec i sobresurt notablement. A les bandes laterals de tot l'habitatge hi ha un marc motllurat com a decoració.